# 暗灰裸背電鰻
暗灰裸背電鰻，為輻鰭魚綱電鰻目裸背電鰻科的其中一種，為亞熱帶淡水魚，分布於南美洲亞馬遜河流域，體長可達21.5公分，棲息在水生植物漂浮洪氾區底中層水域，以小魚、昆蟲、小型甲殼類為食，生活習性不明。

## 扩展阅读
維基物種上的相關：暗灰裸背電鰻